# Raelle Tucker
Raelle Tucker (Santa Fe, 3 agosto ...) è una sceneggiatrice e produttrice televisiva statunitense.

## Biografia
Nata a Santa Fe nel Nuovo Messico, figlia di una designer e di un commediografo, è cresciuta viaggiando, vivendo in Inghilterra, Grecia, Messico e in una comunità hippie di Los Angeles, prima di trasferirsi definitivamente a Ibiza, in Spagna.
Tra i suoi primi lavori vi sono il cortometraggio The Clay Man, da lei scritto e diretto, e la serie televisiva della ABC Eyes, che però non riscuote il successo sperato, tanto da essere cancellata dopo la prima stagione. Successivamente entra nel team di autori della serie TV Supernatural, scrivendo otto episodi delle prime due stagioni, fino al 2008, anno in cui inizia a lavorare per la serie True Blood, creata da Alan Ball per la HBO.
Attualmente vive a Los Angeles.

### Supernatural
- 1x03 - Morte nell'acqua (Dead in the Water)
- 1x12 - Il guaritore (Faith)
- 1x14 - Incubi (Nightmare)
- 1x21 - Una città da salvare (Salvation)
- 2x04 - Il mistero della tomba (Children Shouldn't Play with Dead Things)
- 2x10 - Destino crudele (Hunted)
- 2x16 - Un conto in sospeso (Roadkill)
- 2x20 - Desideri nascosti (What Is and What Should Never Be)

### True Blood
- 1x06 - Freddo addio (Cold Ground)
- 1x12 - Oltre la morte (You'll Be the Death of Me)
- 2x03 - Graffi (Scratches)
- 2x07 - Tradimenti e complotti (Release Me)
- 3x02 - I piani del re (Beautifully Broken)
- 3x08 - Vendetta (Night on the Sun)
- 4x06 - Chiaro di luna (I Wish I Was the Moon)
- 4x12 - Il giorno dei morti (And When I Die)
- 5x03 - Negoziazioni (Whatever I Am, You Made Me)
- 5x09 - Venti di guerra (Everybody Wants to Rule the World)
- 6x01 - Tu chi sei? (Who Are You, Really?)